# Vladimir Kazantsev
Vladimir Dimitrijevitj Kazantsev (ryska: Владимир Дмитриевич Казанџев), född 6 januari 1923 i Saratov oblast, död 22 november 2007, var en sovjetisk friidrottare.
Kazantsev blev olympisk silvermedaljör på 3 000 meter hinder vid olympiska sommarspelen 1952 i Helsingfors.